# CCTV-4
CCTV-4 (chiń. 中国中央电视台国际频道) – międzynarodowy kanał telewizyjny należący do China Central Television, telewizji publicznej w Chinach i nadający w języku chińskim. Obszar nadawania jest również międzynarodowy.
Kanał ten w swojej ramówce programowej zawiera różne programy, m.in. filmy dokumentalne, filmy muzyczne, nowości filmowe, spektakle teatralne, sport oraz kreskówki, które pokazuje dla Chińskiej Republiki Ludowej, Hongkongu, Makau oraz Tajwanu. Kanał dostępny jest na platformach sieci kablowych.
Na kanale CCTV-4 często podejmowane są dyskusje w wielu kwestiach politycznych, kładąc przede wszystkim większy nacisk na politykę wobec Tajwanu.